# Hans Meyer (Fußballspieler, 1925)
Hans Meyer (* 2. Oktober 1925; † nach 1958) war ein deutscher Fußballspieler, der in den 1950er Jahren in der DDR-Oberliga, der höchsten Spielklasse im DDR-Fußball, für die BSG Wismut Aue bzw. den SC Wismut Karl-Marx-Stadt spielte. Mit dem SC Wismut wurde er zweimal DDR-Meister und 1955 DDR-Pokalsieger.

## Sportlich Laufbahn
In der Saison 1948/49 bestritt Meyer mit der Betriebssportgemeinschaft (BSG) Pneumatik Aue, dem Vorgänger der BSG Wismut Aue drei Spiele in der Landesklasse Sachsen, zu dieser Zeit eine der fünf höchsten Spielklassen in Ostdeutschland. Seine Oberligakarriere startete Meyer am 25. Oktober 1953 in der Begegnung des siebten Spieltages Wismut Aue – BSG Aktivist Brieske-Ost (3:1) auf der Position des linken Außenläufers. Von da an war er bis zum Saisonende Stammspieler, rückte nach der Winterpause auf die rechte Mittelfeldseite und bestritt 1953/54 insgesamt 19 Punktspiele. Sein erstes Oberligator erzielt er am 22. November 1953 in der Begegnung des 12. Spieltages Motor Dessau – Wismut Aue, als er zum 1:1-Endstand traf. Es war zugleich sein einziges Punktspieltor. In der Spielzeit 1954/55, in der die Sektion Fußball der BSG Wismut Aue dem neu gegründeten SC Wismut Karl-Marx-Stadt angegliedert wurde, ihre Heimspiele aber weiter in Aue austrug, verlor Meyer seinen Status als Stammspieler wieder. Er wurde nur in elf Oberligaspielen eingesetzt, in denen er überwiegend als Innenverteidiger spielte. Im Endspiel um den DDR-Fußballpokal am 19. Juni 1955, das der SC Wismut mit 3:2 nach Verlängerung gegen den SC  Empor Rostock gewann, spielte Meyer nur die letzten 30 Minuten mit. In der Übergangsrunde zur Umstellung der Fußballsaison auf das Kalenderjahr zwischen August und Dezember 1955 wurde Meyer in den 13 Spielen nicht aufgeboten. In der Spielzeit 1956, die der SC Wismut als Meister abschloss, spielte Meyer nur zweimal. Erst vom 7. Spieltag der Saison 1957 an war er wieder voll einsatzfähig und bestritt insgesamt 17 Punktspiele auf seiner gewohnten Position als Innenverteidiger. Seine Mannschaft konnte den Meistertitel erfolgreich verteidigen. 1957 bestritt der SC Wismut fünf Spiele im Europapokal der Landesmeister, von denen Meyer vier bestritt, unter anderem auch das Hinspiel der 1. Runde SC Wismut – Ajax Amsterdam (1:3). In der Saison 1958 kam für den 33-jährigen Meyer das Aus in der DDR-Oberliga. Er bestritt nur noch zwei Punktspiele am 8. und 9. Spieltag. Bei seinem letzten Auftritt kam er in der Partie SC Wismut – Motor Zwickau (2:2) am 18. Mai nur noch als Einwechselspieler zum Zuge. Es war innerhalb von fünf Spielzeiten sein 51. Oberligaspiel.